# Walter Schumann
Walter Schumann (né à New York le 8 octobre 1913 - mort à Minneapolis le 21 août 1958) est un compositeur américain pour le cinéma, la télévision et le théâtre. Ses œuvres notables incluent la partition pour The Night of the Hunter et le thème de Dragnet.

## Biographie
Walter Schumann naît à New York le 8 octobre 1913. Au début des années 1930, il fréquente l'école de droit de l'Université de Californie du Sud lorsqu'il cesse brusquement ses études pour se produire dans un groupe de danse universitaire. Les membres du groupe se séparent, mais Schumann continue dans l'industrie musicale, travaillant avec Eddie Cantor sur l'émission de radio de Cantor et enregistrant avec André Kostelanetz.
Après le déclenchement de la Seconde Guerre mondiale, Schumann s'enrôle, devenant finalement le directeur musical du Service de radio des Forces armées. Il travaille à la plupart des actes majeurs de la guerre sur toutes les émissions de radio produites par AFRS pendant cette période. Après la guerre, il retourne à Los Angeles et travaille dans l'industrie du cinéma et de la télévision en tant que compositeur et arrangeur, principalement sur plusieurs films Abbott et Costello. En 1949, Schumann est invité à composer un nouveau thème pour une émission de détectives de police sur le point de faire ses débuts sur le réseau de radio NBC. Il commence son thème avec un motif à quatre notes - très probablement le deuxième motif à quatre notes le plus célèbre après la Cinquième Symphonie de Beethoven. Dragnet est devenu un succès à la radio, puis à la télévision et le thème de Schumann est rapidement devenu reconnaissable.
Il écrit un opéra, John Brown's Body, qui est créé à Los Angeles en 1953 et il se produit ensuite pour soixante-cinq représentations à Broadway au New Century Theatre.
À cette époque, Schumann réunit 20 chanteurs talentueux et fonde The Voices Of Walter Schumann. L'ensemble enregistre plusieurs albums faciles à écouter, similaires à ceux enregistrés par Jackie Gleason, pour Capitol Records et RCA Victor. En 1955, Schumann est occupé à composer et à diriger la partition du film classique de Robert Mitchum La Nuit du chasseur et remporte un Emmy Awards pour son thème Dragnet très populaire. Il enregistre un album de créations orales sur le thème de l'ère spatiale intitulé Exploring the Unknown et son groupe vocal enregistre un album de Noël populaire de 19 titres, The Voices of Christmas. Ce dernier album est réédité sur disque compact par Collector's Choice Music en novembre 2007 - 52 ans après ses débuts en tant que LP et ensemble de 45 tours à 3 disques. Il reçoit un hommage à l'occasion du centenaire de sa naissance.
En 1956 et 1957, Schumann continue à enregistrer avec les Voices et ils apparaissent sur la première saison de The Ford Show de NBC, avec Tennessee Ernie Ford Show. Cependant, à l'été 1958, une mauvaise santé contraint Schumann à être admis à la Mayo Clinic, où il subit l'une des premières chirurgies à cœur ouvert aux États-Unis. Des complications surviennent à la suite de l'opération et Schumann meurt à Minneapolis le 21 août 1958 à l'âge de 44 ans, quelques semaines à peine avant le début de la troisième saison du Tennessee Ernie Ford Show. Les membres de son ensemble restent stupéfaits par sa mort soudaine mais décident de continuer à jouer. Ils changent leur nom pour celui de The Top Twenty et continuent avec Ford pendant cinq ans.